# Silici
|  | Per a altres significats, vegeu «Silici (desambiguació)». |

El silici és un element químic no metàl·lic de símbol Si i nombre atòmic de 14. Un metal·loide tetravalent de silici és menys reactiu que el seu equivalent químic, el carboni. És el segon element més abundant de l'escorça terrestre (suposa el 25,7% del seu pes) després de l'oxigen. Es presenta en dues formes, amorfa i cristal·lina; la primera és una pols terrosa, més activa que la variant cristal·lina, que es presenta en octaedres de color blau grisenc i brillantor metàl·lica. Apareix en l'argila, el feldespat, granit, quars i sorra, principalment en forma de diòxid de silici (també conegut com a sílice) i silicats (components que contenen silici, oxigen i metalls). El silici és el component principal del vidre, ciment, ceràmica, la majoria de silicones (substància plàstica).

## Característiques principals
Les seves propietats són intermèdies entre les del carboni i el germani. En forma cristal·lina és molt dur, poc soluble i presenta una brillantor metàl·lica i un color grisenc. Tot i ser relativament inert i resistir l'acció de la majoria d'àcids, reacciona amb els halògens i els àlcalis diluïts. El silici transmet més del 95% de les longituds d'ona de la radiació infraroja. S'obté escalfant diòxid de silici i un reductor en un forn elèctric. El silici pur té duresa 7, punt de fusió a 1.411 °C, punt d'ebullició a 2.355 °C, densitat 2,33g/ml i la seva massa atòmica és de 28,086u. Forma el 28% de l'escorça terrestre i no es troba en estat pur, sinó que es troba en el diòxid de silici i en silicats complexos. Els minerals amb silici constitueixen prop del 40% de tots els minerals comuns, incloent-hi més del 90% que formen roques volcàniques. El quars i les seves variants són formes cristal·lines de silici en la natura. El diòxid de silici és el component principal de la sorra. Els silicats (concretament els d'alumini, calci i magnesi) són els components principals de les argiles, el sòl i les roques, en forma de feldespats, amfíbols, piroxens, miques i zeolites, i de pedres semiprecioses com l'olivina, el granat, el zircó, el topazi i la turmalina.

## Aplicacions
S'utilitza en aliatges, en la preparació de les silicones, en la indústria ceràmica i pel fet que és un material semiconductor molt abundant, té un interès especial en la indústria electrònica i microelectrònica com a material bàsic per a la creació d'oblies o xips, en els quals es poden implementar transistors, cèl·lules solars, i una gran varietat de circuits electrònics.
El silici és un element vital en nombroses indústries. El diòxid de silici (arena i argila) és un important constituent del formigó i les rajoles, i s'empra a més en la producció de ciment pòrtland. Per les seves propietats semiconductores s'usa en la fabricació de transistors, cèl·lules solars i tota mena de dispositius semicondutors; per aquesta raó es coneix com a Silicon Valley (Vall del Silici) a la regió de Califòrnia en la que es concentren nombroses empreses del sector de l'electrònica i la informàtica.
Altres importants usos del silici són:
- Com a material refractari, s'usa en ceràmiques i esmaltats.
- Com a element d'aliatge en foneries.
- En la fabricació de vidre i aïllants.
- El carbur de silici és un dels abrasius més importants.
- S'usa en làsers per a obtenir una llum amb una longitud d'ona de 456 nm.
- La silicona (polímer format per àtoms d'oxigen i silici alternats) s'usa en medicina en implants de pit i lents de contacte.
- Silici col·loidal.

### Indústria metal·lúrgica
S'utilitza a la indústria de l'acer com a component dels aliatges de silici-acer. Per fabricar l'acer, es desoxida l'acer fos afegint-hi petites quantitats de silici; l'acer comú conté menys d'un 0,30% de silici. L'acer al silici, que conté de 2.5 a 4 % de silici, s'usa per fabricar els nuclis dels transformadors elèctrics, ja que l'aliatge presenta baixa histèresi (vegeu Magnetisme). Hi ha un aliatge d'acer, el duriró, que conté un 15% de silici i és dur, fràgil i resistent a la corrosió; el duriró es fa servir en els equips industrials que estan en contacte amb productes químics corrosius. El silici s'utilitza també en els aliatges de coure, com el bronze i el llautó.

### Semiconductors
El silici és un semiconductor; la seva resistivitat al corrent elèctric a temperatura ambient varia entre la dels metalls i la dels aïllants. La conductivitat del silici es pot controlar afegint petites quantitats d'impureses anomenades dopants. La capacitat de controlar les propietats elèctriques del silici i la seva abundància a la natura han possibilitat el desenvolupament i aplicació dels transistors i circuits integrats que s'utilitzen en la indústria electrònica.

### Indústria aeroespacial
Les aplicacions del silici a la indústria aeroespacial s'especialitza en buscar una millora significativa en els circuits electrònics que aquests utilitzen, que siguin més resistents als raigs gamma, això es feia cobrint aquests dispositius amb uns 20 centímetres de plom, però això les feia molt pesades i als satèl·lits els resultaria massa car carregar-les.

### Indústria Fotovoltaica
En 1976, Argentina va iniciar les seves activitats en el camp de l'energia solar a través del GES (Grup Energia Solar), donant com a resultat un sòlid coneixement i domini de la tecnologia de conversió de l'energia solar en electricitat. A principis de la dècada de 1980, es va fer una recerca exhaustiva d'informació sobre l'estat de desenvolupament de la indústria fotovoltaica mundial. Des de 1992, l'esdeveniment s'ha centrat en el disseny, simulació, desenvolupament i caracterització de cèl·lules solars de silici cristal·lí. Això va permetre obtenir equips amb eficiències superiors al 17% el 1997. Per a aplicacions terrestres, GES promou i participa en el desenvolupament d'estàndards nacionals per a sistemes de captació d'energia solar per part de l'Institut Argentí de Normalització. En 1999 es van provar i calibrar diversos prototips en el Servei Meteorològic Nacional, dos dels quals van ser desplegats en estacions meteorològiques de les províncies de Chaco i Corrents. El predi, on es durà a terme la construcció de la planta integrada de silici solar en lingots, oblees i cel·les cristal·lines i mòduls solars fotovoltaics amb una producció anual de 71 MW, està ubicat a la Província de San Juan.

### Sílice i silicats
La sílice i els silicats s'utilitzen en la fabricació de vidre, vernissos, esmalts, ciment i porcellana, i tenen importants aplicacions individuals. La sílice fosa, que és un vidre que s'obté fonent quars o hidrolitzant tetraclorur de silici, es caracteritza per un baix coeficient de dilatació i una alta resistència a la majoria dels productes químics. El gel de sílice és una substància incolora, porosa i amorfa; es prepara eliminant part de l'aigua d'un precipitat gelatinós de àcid silícic, SiO2•H2O, el qual s'obté afegint àcid clorhídric a una dissolució de silicat de sodi. El gel de sílice absorbeix aigua i altres substàncies i s'usa com a agent dessecant i decolorant.
El silicat de sodi (Na2SiO3), també anomenat vidre, és un silicat sintètic important, sòlid amorf, incolor i soluble en aigua, que fon a 1088°C. S'obté fent reaccionar sílice (sorra) i carbonat de sodi a alta temperatura, o escalfant sorra amb hidròxid de sodi concentrat a alta pressió. La dissolució aquosa de silicat de sodi sutilitza per conservar ous; com a substitut de la cua o cola per fer caixes i altres contenidors; per unir gemmes artificials; com a agent incombustible, i com a farciment i adherent en sabons i netejadors. Un altre compost de silici important és el carborund, un compost de silici i carboni que s'utilitza com a abrasiu.
El monòxid de silici, SiO, s'usa per protegir materials, recobrint-los de manera que la superfície exterior s'oxida al diòxid, SiO2. Aquestes capes també s'apliquen als filtres d'interferències.
Va ser identificat per primera vegada per Antoine Lavoisier en 1787.

## Història
El silici (del llatí sílex, sílice) va ser identificat per primera vegada per Antoine Lavoisier el 1787, i posteriorment identificat com a element per Humphry Davy el 1800. El 1811, Gay-Lussac i Louis J. Thénard, probablement, van preparar silici amorf impur escalfant potassi amb tetrafluorur de silici (SiF₄). El 1824, Berzelius va preparar silici amorf emprant un mètode semblant al de Gay-Lussac, purificant després el producte mitjançant rentats successius fins a aïllar l'element.

## Abundància i obtenció

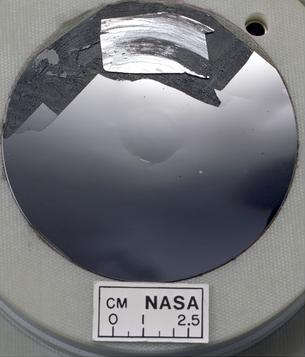
Làmina de silici polida

El silici és un dels components principals dels aeròlits, una classe de meteoroides.
Mesurat en pes, el silici representa més de la quarta part de l'escorça terrestre i és el segon element més abundant per darrere de l'oxigen. El silici no es troba en estat natiu, però apareix a la natura en forma d'òxid en diversos minerals, entre ells l'arena, quars, ametista, àgata, pedrenyal, òpal i jaspi, mentre que formant silicats es troba, entre d'altres, en el granit, feldespat, argila, hornblenda i mica.
El silici comercial s'obté a partir de sílice d'alta puresa en forn d'arc elèctric reduint l'òxid amb elèctrodes de carboni a temperatura superior als 1900 °C:
SiO₂ + C → Si + CO₂
El silici líquid s'acumula en el fons del forn d'on s'extreu i es refreda. El silici produït amb aquest procés es denomina metal·lúrgic i té una puresa superior al 99%. Per a la construcció de dispositius semiconductors és necessari un silici de major puresa, silici ultrapur, que pot obtenir-se per mètodes físics o químics.
Els mètodes físics de purificació del silici metal·lúrgic es basen en la major solubilitat de les impureses en el silici líquid, de forma que aquest es concentra en les últimes zones solidificades. El primer mètode que es va idear, usat de forma limitada per a construir components de radars durant la Segona Guerra Mundial, consisteix a moldre el silici de forma que les impureses s'acumulen en les superfícies dels grans; dissolent aquests parcialment amb àcid s'obtenia una pols més pura. El primer mètode usat a escala industrial, la fusió per zones, consisteix a fondre un extrem de la barra de silici i traslladar lentament el focus de calor al llarg de la barra de mode que el silici va solidificant amb una puresa major, en arrossegar la zona fosa, gran part de les impureses. El procés pot repetir-se les vegades que sigui necessari fins a aconseguir la puresa desitjada, descartant-se llavors l'extrem final en què s'han acumulat les impureses.
Els mètodes químics, usats actualment, actuen sobre un compost de silici que és més fàcil de purificar. Els compostos freqüentment usats són el triclorosilà (HSiCl₃), el tetraclorur de silici (SiCl₄) i el silà (SiH₄).
En el procés Siemens, les barres de silici d'alta puresa s'exposen a 1150 °C al triclorosilà, gas que es descompon dipositant silici addicional a la barra segons la reacció següent:
2 HSiCl₃ → Si + 2 HCl + SiCl₄
El silici produït per aquest i altres mètodes semblants es denomina silici policristal·lí i típicament té una fracció d'impureses d'unes 0,001 ppm o menor.
El mètode Dupont consisteix a fer reaccionar tetraclorur de silici a 950 °C amb vapors de zinc molt purs:
SiCl₄ + 2 Zn → Si + 2 ZnCl₂
Aquest mètode, això no obstant, és més delicat (el clorur de zinc, subproducte de la reacció, solidifica i obstrueix les línies) pel qual actualment s'ha abandonat en favor del procés Siemens.
Una vegada obtingut el silici ultraultrapur és necessari obtenir un monocristall, per a aconseguir-ho s'utilitza el procés Czochralski.

## Silici de qualitat solar: tecnologia d'avantguarda

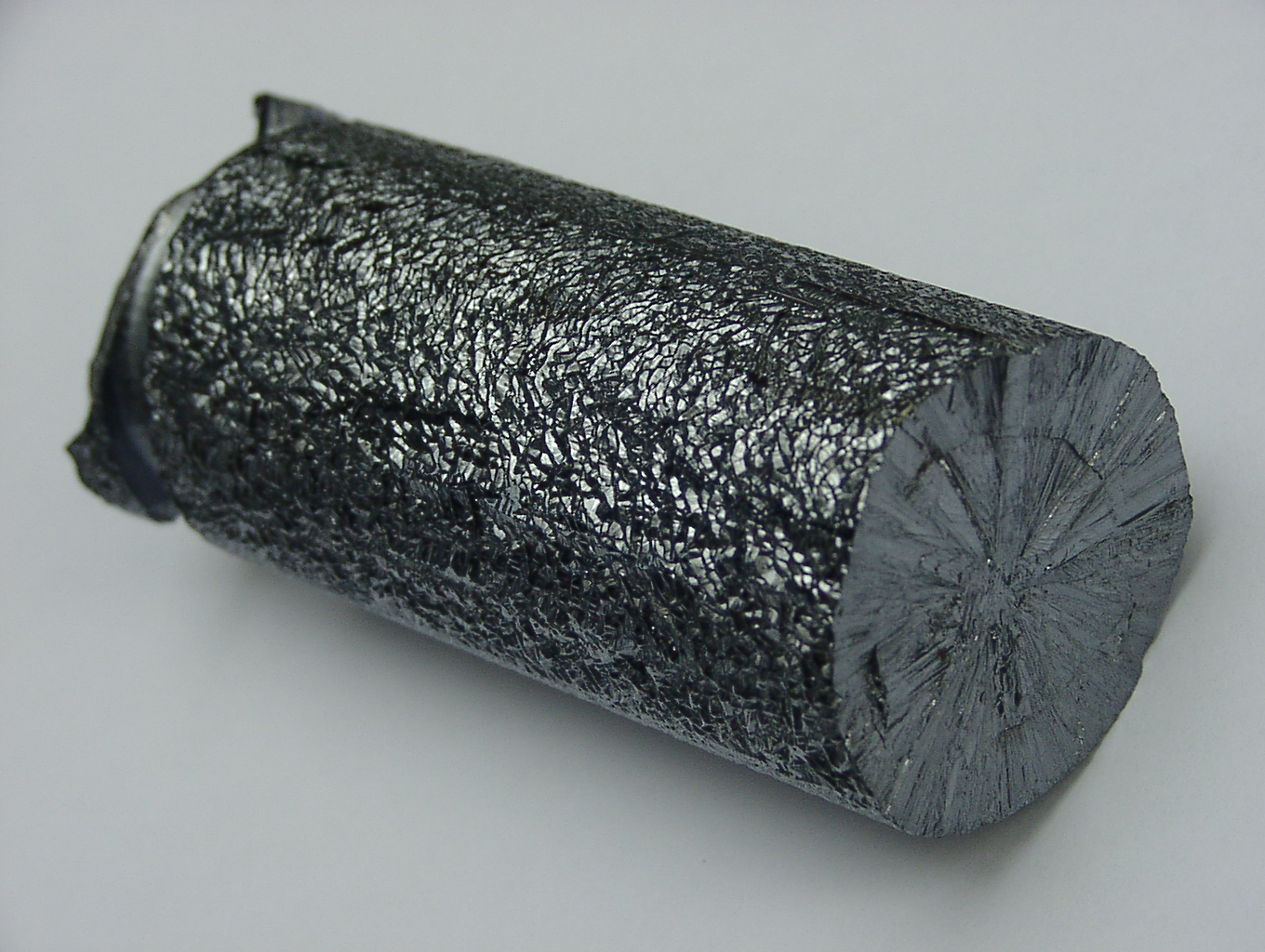
Vareta de silici policristal·lí hiperpur fabricada mitjançant el procés Siemens per al seu ús en la producció de silici monocristal·lí mitjançant el procés Czochralski. Pesa 302 grams i fa uns 10,3 cm de llarg i 4 cm de diàmetre.

A continuació, es presenten les diferents alternatives de producció de SoG-Si. Totes elles s'han recollit i presentat des del 2004 a les Conferències sobre Silici Solar. Aquestes conferències les organitza anualment la revista Photon International a Múnic, arran de la preocupació creixent per l'escassetat de polisilici. Fins ara, cap d'aquestes alternatives no ha aconseguit arribar a l'etapa de producció, encara que algunes són a prop.

### Reactor de llit fluïditzat
Wacker Chemie, Hemlock i Solar Grade Silicon proposen un reactor de llit fluïditzat. Aquest consisteix en un tub de quars en què s'introdueix triclorosilà (Wacker, Hemlock) o silà (SGS) per la part inferior, juntament amb hidrogen. El gas passa a través d'un llit de partícules de silici sobre les quals passa el dipòsit, donant així partícules de mida més gran. Assolit certa grandària, les partícules són massa pesades i cauen a terra, podent ser retirades. Aquest procés no només utilitza una quantitat d'energia molt menor que el Siemens, sinó que a més es pot fer de manera contínua.

### Reactor de tub
Joint Solar Silicon GmbH & Co. KG (JSSI) presenta un reactor similar al Siemens, les diferències del qual són: a.) el silici es diposita en un cilindre buit de silici en lloc de varetes; b.) s'utilitza silà en lloc de triclorosilà i, per tant, la temperatura del procés pot limitar-se a 800°C.

### Dipòsit de vapor a líquid
Tokuyama Corporation proposa el procés VLD (Vapour to Liquid Deposition). En un reactor s'escalfa un tub de grafit a 1500 °C, per sobre del punt de fusió del silici. S'alimenten triclorosilano i hidrogen per la part superior. El silici es diposita a les parets de grafit en forma líquida. Per tant, degota a terra del reactor, on solidifica en granulats i es pot recollir. La despesa energètica més gran respecte al reactor Siemens compensa per la velocitat de dipòsit 10 vegades més gran.

### Reducció amb Zn
Chisso Corporation i el govern japonès investiguen un procés a partir de la reducció de tetraclorur de silici (SiCl4) amb vapor de zinc (Zn). Es forma clorur de zinc i silici. Aquesta alternativa es va rebutjar als anys 1980 per Bayer AG ja que no es podien eliminar traces de metalls residuals. Chisso assegura que les seves impureses metàl·liques es troben a un nivell acceptable.

### Alternatives metal·lúrgiques
També s'han realitzat grans esforços per aconseguir SoG-Si evitant el pas energèticament costós de l'ús de triclorosilà, silà o tetraclorosilà, i el posterior dipòsit a Siemens o similars.
Elkem purifica mg-Si en tres passos de refinació relativament simples, pirometal·lúrgic, hidrometal·lúrgic, i de neteja, amb un consum de només el 20 al 25 % de l'energia utilitzada a la ruta Siemens. Juntament amb la Universitat de Constança, han aconseguit eficiències de cèl·lula només mig punt per sota de les cèl·lules comercials.
Apollon Solar SAS i el laboratori nacional de recerca francès CNRS purifiquen Mg-Si amb un plasma. S'han aconseguit cèl·lules solars d'un 11,7% d'eficiència.
Una altra alternativa metal·lúrgica és produir mg-Si amb quars i carbó negre tan purs que no sigui necessari refinar-ho més. Hi ha dos treballs en paral·lel: un és el de la Universitat Nacional Tècnica de Kazakh a Alma Ata, Kazakhstan. L'altre és el projecte SOLSILC, finançat per la Comissió Europea. Les cèl·lules solars fabricades amb aquest material han obtingut eficiències de moment relativament baixes. 28% d'aquest material ja no existeix.

## Isòtops
El silici té nou isòtops amb masses atòmiques entre 25 i 33 uma, dels quals el Si-28 (el més abundant, 92,23%), Si-29 (4,67%) i Si-30 (3,1%) són estables.

## Precaucions
La inhalació de la pols de silici cristal·lina pot provocar silicosi.